# MHC Steenwijk
MHC Steenwijk is een Nederlandse hockeyclub uit de Overijsselse plaats Steenwijk.
De club werd opgericht op 9 juli 1975 en speelt op Sportpark De Nieuwe Gagels waar ook een voetbal- (VV Steenwijk) en een atletiekvereniging zijn gevestigd. Het eerste heren- en damesteam komen in het seizoen 2018/19 beide uit in de Derde klasse van de KNHB.